# Strandbacken, Avesta kommun

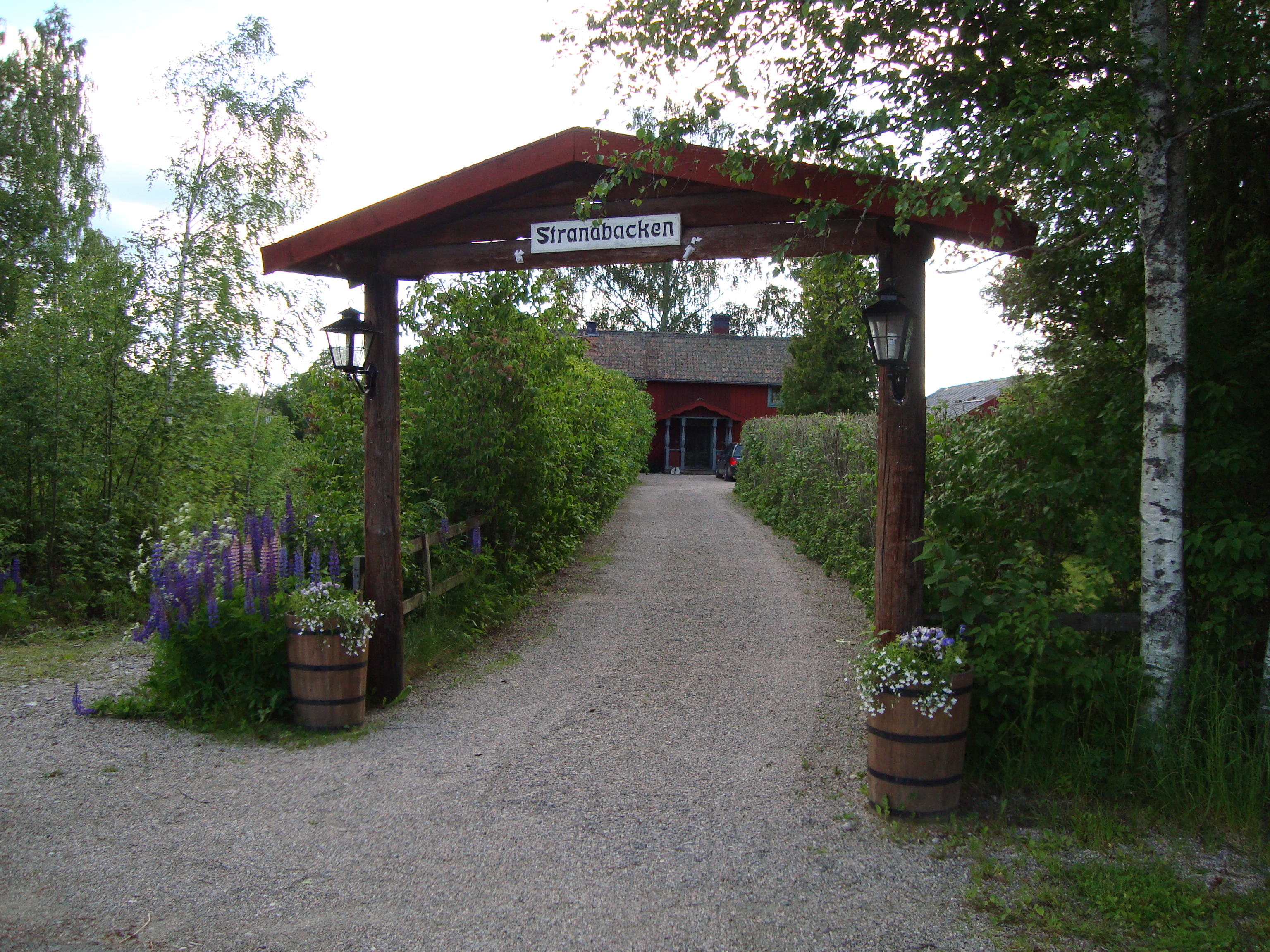
Strandbacken

Strandbacken är en Nöjesplats vid Dalälven cirka 2 km norr om Avesta, Dalarna. 
Fastigheten är från början ett flottningsläger men har sedan 1920-talet varit ett sommaröppet nöjesställe, mest känt för sina danser på bryggan invid dalälven. Strandbacken är idag privatägt. Här genomföres dom mycket populära räkaftnarna under sommarens alla onsdagar.